# Herrnhut
Herrnhut (oberlausitzisch: Harrnhutt, auch Harrnutt; obersorbisch Ochranow; tschechisch Ochranov) ist eine Stadt im sächsischen Landkreis Görlitz in der Oberlausitz. Zentral zwischen den Städten Löbau und Zittau gelegen, ist sie als Gründungsort der Herrnhuter Brüdergemeine, durch die Produktion der Herrnhuter Sterne und internationale Missionsarbeit bekannt.
2016 wurde Herrnhut der Ehrentitel „Reformationsstadt Europas“ durch die Gemeinschaft Evangelischer Kirchen in Europa verliehen. Am 26. Juli 2024 wurden die Siedlungen der Herrnhuter Brüdergemeine zum UNESCO-Weltkulturerbe ernannt.

## Stadtgliederung
Durch die Eingliederung der Gemeinden Ruppersdorf, Strahwalde, Großhennersdorf und Berthelsdorf hat die Stadt Herrnhut neben der Kernstadt zwölf Ortsteile. Während Friedensthal aus nur sehr wenigen Häusern besteht, ist Großhennersdorf der größte Ortsteil.

Stadtgliederung von Herrnhut (Stand: 1. Januar 2013)

- Herrnhut (Kernstadt)
- Ninive
- Ruppersdorf
- Schwan
- Friedensthal
- Strahwalde
- Euldorf
- Großhennersdorf
- Heuscheune
- Neundorf auf dem Eigen
- Schönbrunn
- Berthelsdorf
- Rennersdorf

## Geschichte

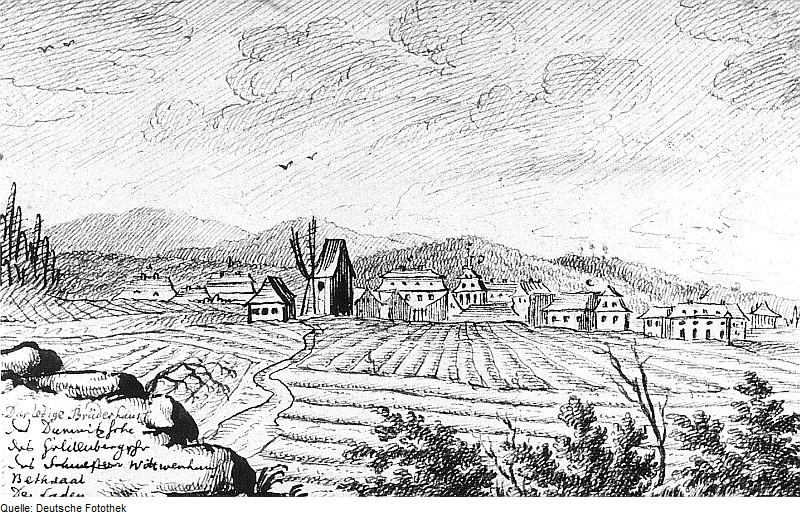
Herrnhut 1765

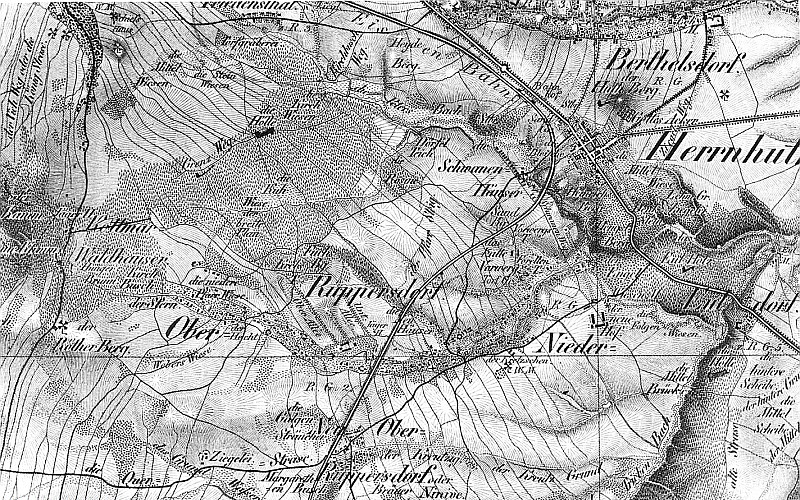
Karte von Oberreit mit Herrnhut um 1845

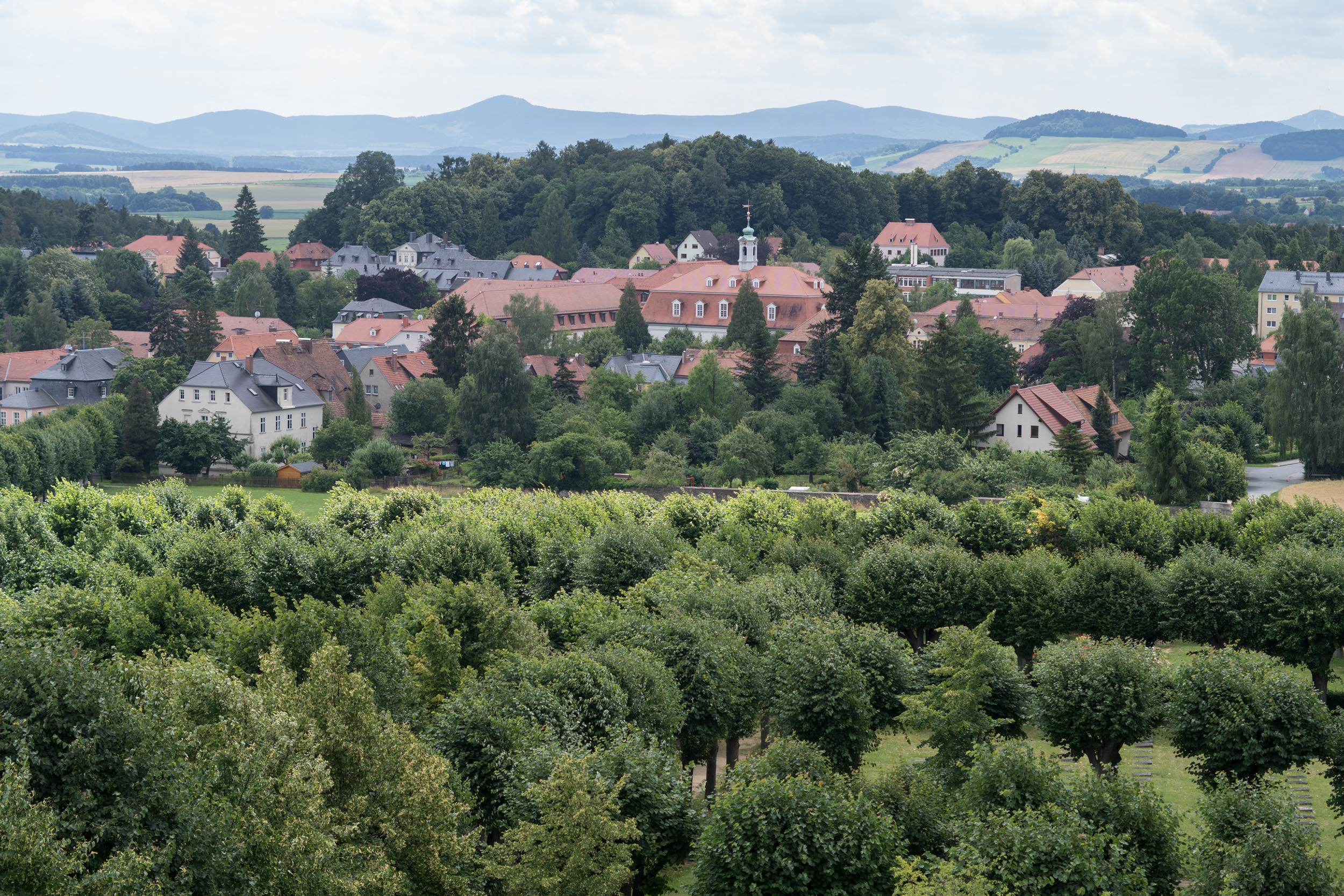
Blick vom Hutberg – im Hintergrund das Zittauer Gebirge mit der Lausche

Die Gründung von Herrnhut auf dem „Hut(s)berg“ bei Berthelsdorf zwischen Löbau und Zittau verdankt sich der Großzügigkeit und dem persönlichen Engagement von Nikolaus Ludwig Graf von Zinzendorf. Er hatte im Jahr 1722 Böhmischen Brüdern, Glaubensflüchtlingen aus Mähren, Aufnahme auf seinem Gut Berthelsdorf gewährt. Noch heute erinnert ein Gedenkstein (51° 0′ 38,8″ N, 14° 45′ 0,8″ O) im Eulbusch an den Baubeginn der Siedlung am 17. Juni 1722.
Doch die Geschichte Herrnhuts beginnt viel früher. 1457 entstand eine der ersten evangelischen Kirchen in Böhmen, die Unitas Fratrum oder Brüder-Unität. Die „Böhmischen Brüder“ beriefen sich auf den Reformator Jan Hus, der 1415 in Konstanz als Ketzer verbrannt wurde. Für ihre Gemeinschaft sollten einzig und allein die Aussagen der Bibel gelten. Infolge der Gegenreformation kamen sie Anfang des 18. Jahrhunderts als Glaubensflüchtlinge auf das Gut von Nikolaus Ludwig Graf von Zinzendorf in der Oberlausitz. Er gewährte ihnen Asyl. Ihrer ausgeprägten Religiosität entsprechend stellten sie ihre Gemeinschaft unter die „Obhut des Herrn Jesus“ und nannten ihre Kolonie Herrnhut, wie es in der ersten urkundlichen Erwähnung, einem Schreiben des Gutsverwalters Heitz, und auch im Gebet des Christian David zum Anbau des Ortes heißt (Psalm 84,4 ).
Die Ausstrahlung dieser neuen Arbeits- und Lebensgemeinschaft erreichte in kürzester Zeit Menschen aus anderen Kirchen. Dies beruhte nicht zuletzt auf den besonderen Gaben des Grafen Zinzendorf, der seine vom Pietismus geprägte Theologie weiterentwickelte.
Nach seinem Tod 1760 vererbte er den Brüdern das Schloss und das Gut.
Wegen Zuzugs wurde Herrnhut noch im 18. Jahrhundert eine administrative Gemeinde. Sie erlangte 1895 Selbständigkeit und erhielt 1929 das Stadtrecht.
Am 9. Mai 1945 – einen Tag nach dem Kriegsende in Europa – fiel ein Großteil der Gebäude in Herrnhut der Brandstiftung durch sowjetische Soldaten zum Opfer.
1994 wurde die Nachbargemeinde Ruppersdorf/O.L. mit ihren Ortsteilen Schwan und Ninive eingemeindet. Am 1. Januar 2010 folgte die überschuldete Gemeinde Strahwalde mit ihrem Ortsteil Friedensthal, am 1. Januar 2011 die benachbarte Gemeinde Großhennersdorf mit ihren Ortsteilen Euldorf, Heuscheune, Neundorf auf dem Eigen und Schönbrunn. Zum 1. Januar 2013 folgte die Gemeinde Berthelsdorf mit dem Ortsteil Rennersdorf/O.L.

## Bevölkerungsentwicklung
| Jahr      | 1834 | 1871 | 1890 | 1910 | 1925 | 1939 | 1946 | 1950 | 1964 | 1990 | 2000 | 2010 | 2012 | 2013 | 2015 | 2016 | 2017 | 2022   |
| Einwohner | 899  | 1092 | 1139 | 1364 | 1664 | 1627 | 2024 | 2025 | 1808 | 1754 | 2842 | 4963 | 6336 | 6335 | 6097 | 6033 | 5981 | 5849 * |

Einwohnerentwicklung von Herrnhut von 1834 bis 2017 nach angefügter Tabelle

Nach dem sächsischen Landesrezess 1777 hatte Herrnhut 76 Häuser.
Die Einwohnerzahl stieg Mitte des 19. Jahrhunderts über 1000 an und erreichte in den Jahren nach dem Zweiten Weltkrieg die Marke von 2000. Seit den 1950er Jahren gab es einen Bevölkerungsrückgang, der erst durch die Eingemeindungen kompensiert werden konnte.

## Religion
Herrnhut ist der Hauptsitz der Herrnhuter Brüdergemeine (Evangelische Brüder-Unität), die als Kirche unter dem Namen Moravian Church in 30 Ländern vertreten ist und auch heute noch tätige Missionsarbeit betreibt. Die römisch-katholische Kirche ist mit der 1956 geweihten St.-Bonifatius-Kirche in Herrnhut vertreten. Weiterhin gibt es seit 1999 das Christliche Zentrum Herrnhut, eine evangelische Freikirche charismatischer Prägung. Evangelisch-lutherische Kirchgemeinden gibt es in den Ortsteilen Ruppersdorf, Großhennersdorf, Berthelsdorf und Strahwalde. Darüber hinaus gibt es seit 2004 ein Zentrum der Jugend mit einer Mission im Ortsteil Ruppersdorf.

## Politik

### Stadtrat
Der Stadtrat besteht aus 15 Räten. Die Kommunalwahl vom 9. Juni 2024 führte bei einer Wahlbeteiligung von 67,8 % (+ 3,3 %p gegenüber der Wahl 2019) zu nebenstehendem Ergebnis. Frühere Wahlergebnisse sind tabellarisch aufgelistet.

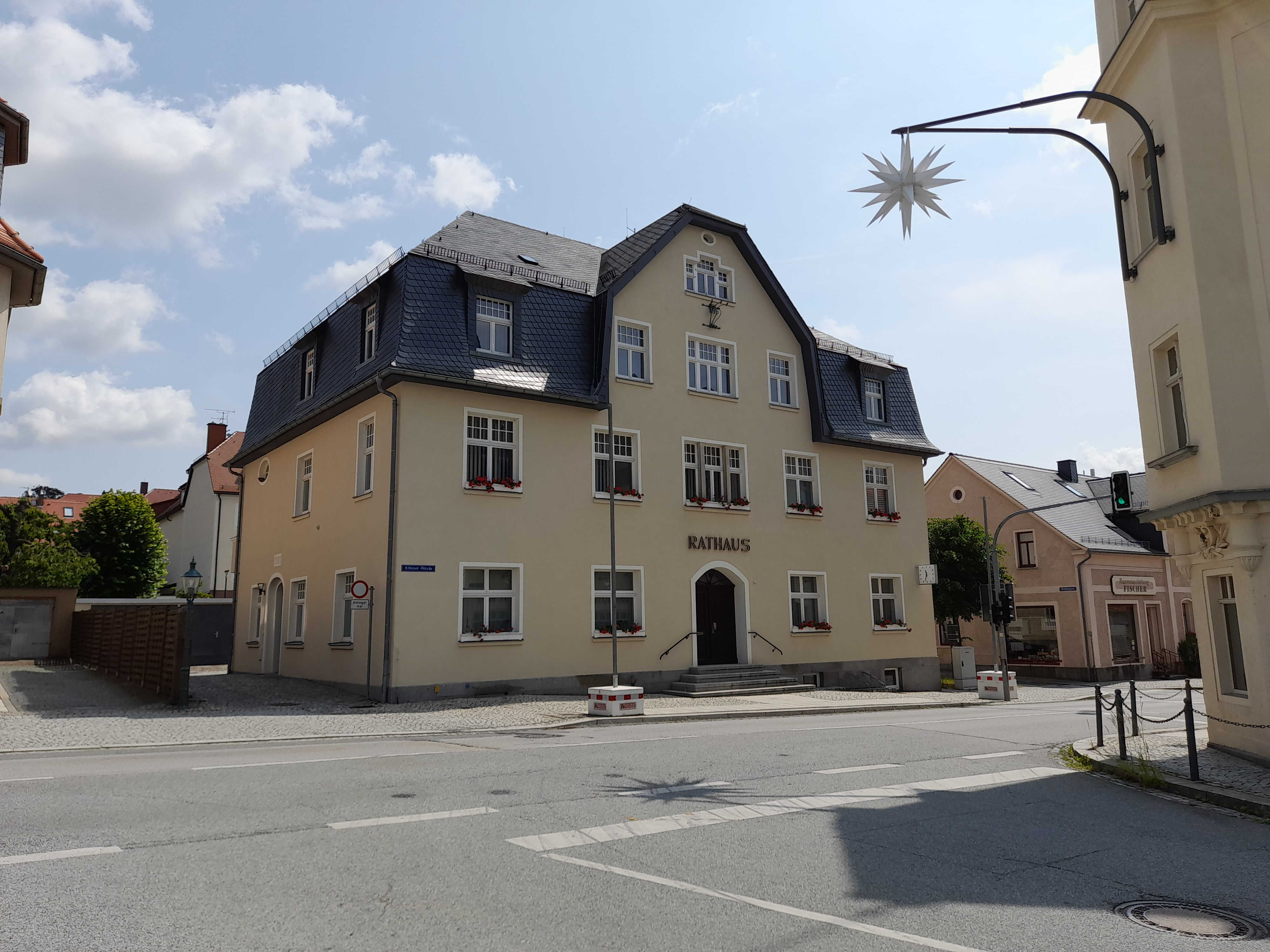
Rathaus Herrnhut

Regulär hätte der Stadtrat 18 Sitze. Das Stimmenergebnis der AfD würde vier Sitze bedeuten. Da aber nur ein Kandidat aufgestellt war, reduziert sich die Gesamtanzahl der Sitze entsprechend um drei Sitze auf 15; darunter ist keine Frau.
| Stadtrat ab 2024Insgesamt 15 Sitze - Linke: 1 - Bbw: 1 - HL: 7 - CDU: 3 - AfD: 1 - FS: 2 Drei AfD-Sitze bleiben unbesetzt. Der Stadtrat verkleinert sich entsprechend. | Liste                             | 2024   | 2024   | 2019   | 2019   | 2014   | 2014   |
| Stadtrat ab 2024Insgesamt 15 Sitze - Linke: 1 - Bbw: 1 - HL: 7 - CDU: 3 - AfD: 1 - FS: 2 Drei AfD-Sitze bleiben unbesetzt. Der Stadtrat verkleinert sich entsprechend. | Liste                             | Sitze  | in %   | Sitze  | in %   | Sitze  | in %   |
| Stadtrat ab 2024Insgesamt 15 Sitze - Linke: 1 - Bbw: 1 - HL: 7 - CDU: 3 - AfD: 1 - FS: 2 Drei AfD-Sitze bleiben unbesetzt. Der Stadtrat verkleinert sich entsprechend. | Herrnhuter Liste                  | 7      | 40,5   | 9      | 46,3   | 10     | 49,9   |
| Stadtrat ab 2024Insgesamt 15 Sitze - Linke: 1 - Bbw: 1 - HL: 7 - CDU: 3 - AfD: 1 - FS: 2 Drei AfD-Sitze bleiben unbesetzt. Der Stadtrat verkleinert sich entsprechend. | AfD                               | 1      | 19,7   | 1      | 16,0   | –      | –      |
| Stadtrat ab 2024Insgesamt 15 Sitze - Linke: 1 - Bbw: 1 - HL: 7 - CDU: 3 - AfD: 1 - FS: 2 Drei AfD-Sitze bleiben unbesetzt. Der Stadtrat verkleinert sich entsprechend. | CDU                               | 3      | 18,6   | 4      | 21,2   | 5      | 24,9   |
| Stadtrat ab 2024Insgesamt 15 Sitze - Linke: 1 - Bbw: 1 - HL: 7 - CDU: 3 - AfD: 1 - FS: 2 Drei AfD-Sitze bleiben unbesetzt. Der Stadtrat verkleinert sich entsprechend. | Bündnis Oberlausitz/Freie Sachsen | 2      | 10,5   | –      | –      | –      | –      |
| Stadtrat ab 2024Insgesamt 15 Sitze - Linke: 1 - Bbw: 1 - HL: 7 - CDU: 3 - AfD: 1 - FS: 2 Drei AfD-Sitze bleiben unbesetzt. Der Stadtrat verkleinert sich entsprechend. | Bürgerbewegung                    | 1      | 6,8    | 1      | 8,9    | 2      | 9,7    |
| Stadtrat ab 2024Insgesamt 15 Sitze - Linke: 1 - Bbw: 1 - HL: 7 - CDU: 3 - AfD: 1 - FS: 2 Drei AfD-Sitze bleiben unbesetzt. Der Stadtrat verkleinert sich entsprechend. | Linke                             | 1      | 3,9    | 1      | 5,5    | 1      | 6,7    |
| Stadtrat ab 2024Insgesamt 15 Sitze - Linke: 1 - Bbw: 1 - HL: 7 - CDU: 3 - AfD: 1 - FS: 2 Drei AfD-Sitze bleiben unbesetzt. Der Stadtrat verkleinert sich entsprechend. | SPD                               | –      | –      | –      | 2,1    | –      | 1,8    |
| Stadtrat ab 2024Insgesamt 15 Sitze - Linke: 1 - Bbw: 1 - HL: 7 - CDU: 3 - AfD: 1 - FS: 2 Drei AfD-Sitze bleiben unbesetzt. Der Stadtrat verkleinert sich entsprechend. | Grüne                             | –      | –      | –      | –      | –      | 4,4    |
| Stadtrat ab 2024Insgesamt 15 Sitze - Linke: 1 - Bbw: 1 - HL: 7 - CDU: 3 - AfD: 1 - FS: 2 Drei AfD-Sitze bleiben unbesetzt. Der Stadtrat verkleinert sich entsprechend. | NPD                               | –      | –      | –      | –      | –      | 2,5    |
| Stadtrat ab 2024Insgesamt 15 Sitze - Linke: 1 - Bbw: 1 - HL: 7 - CDU: 3 - AfD: 1 - FS: 2 Drei AfD-Sitze bleiben unbesetzt. Der Stadtrat verkleinert sich entsprechend. | Wahlbeteiligung                   | 67,8 % | 67,8 % | 64,5 % | 64,5 % | 55,3 % | 55,3 % |

### Bürgermeister
Bürgermeister ist seit 2008 Willem Rieke (HL Herrnhuter Liste).
| Wahl | Bürgermeister  | Vorschlag        | Wahlergebnis |
| ---- | -------------- | ---------------- | ------------ |
| 2022 | Willem Rieke0  | Herrnhuter Liste | 97,2 %       |
| 2015 | Willem Rieke0  | Herrnhuter Liste | 96,6 %       |
| 2008 | Willem Rieke0  | Herrnhuter Liste | 74,9 %       |
| 2001 | Rainer Fischer | Herrnhuter Liste | 97,3 %       |
| 1994 | Rainer Fischer | Herrnhuter Liste | 91,2 %       |

### Wappen

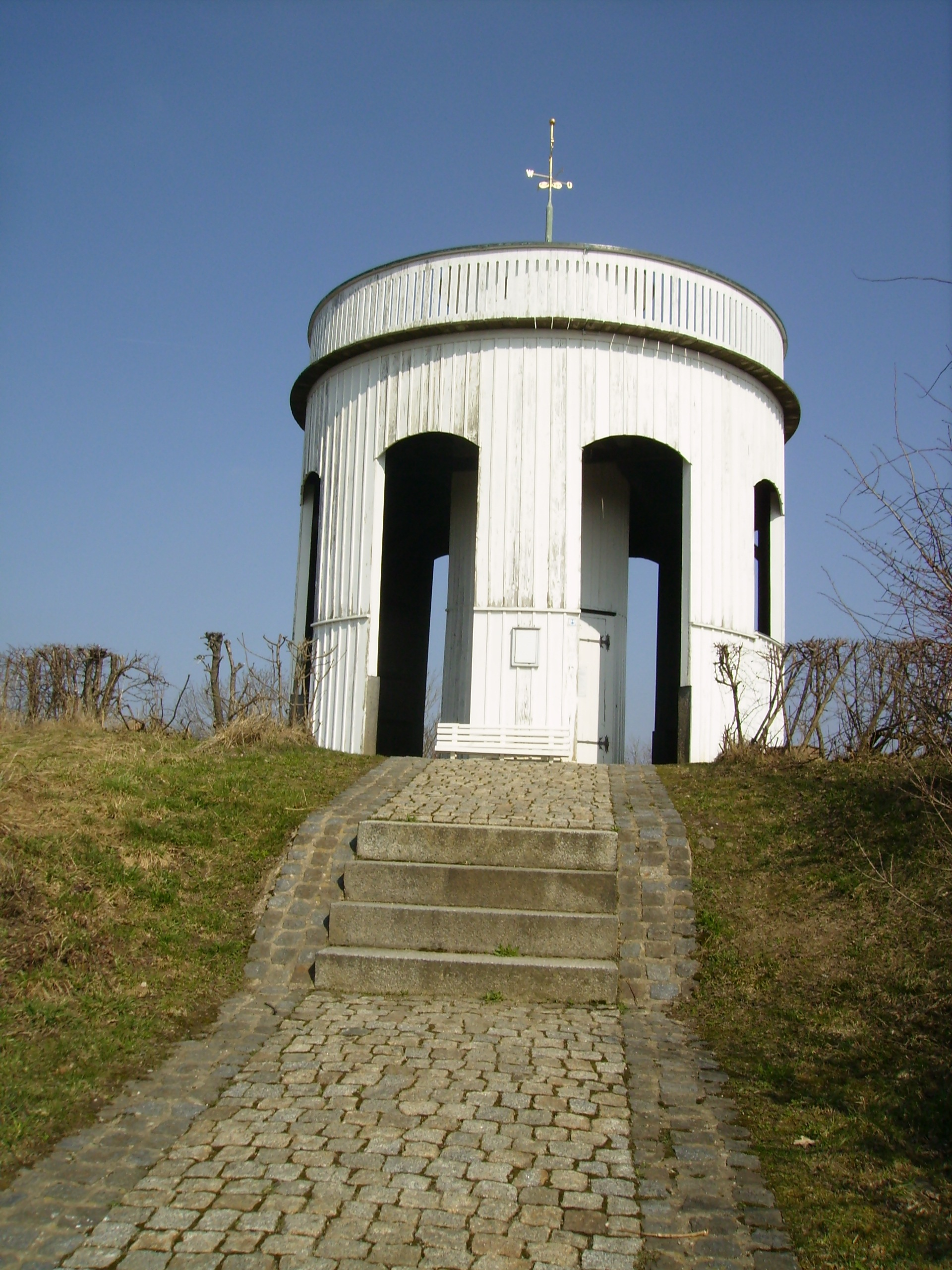
Vorbild für das Wappen: Altan auf dem Hutberg in Herrnhut

| Wappen der Stadt Herrnhut | Blasonierung: „In Silber ein blauer Einberg, darauf innerhalb einer mittig (heraldisch) offenen Umfassungsmauer ein dreibogiger blauer Rundturm mit umlaufender Dachbalustrade und zentralem flachkegelbedachtem Aufsatz mit pfeilförmiger silber-schwarzer Windfahne.“ |
| Wappen der Stadt Herrnhut | Wappenbegründung: Das Herrnhuter Wappen in dieser Form existiert seit 1980. Im Jahr 1929 erhielt der Ort ein neues Wappen mit dem altanartigen Aussichtsturm auf dem Hutberg als markantem Wahrzeichen der Stadt. Das ältere Wappen: „In Silber auf grünem Einberg ein blauer Rundturm mit mittigem Eingang, dreibogiger Außenmauer, Dachbalustrade und zentralem flachkegelbedachtem Aufsatz mit goldener Turmkugel und Kreuz“. Hinter den Bogenöffnungen war der Turmkern zu sehen, während das modernere Wappen den silbernen Schildhintergrund in den Bögen zeigt. Im 19. Jahrhundert gab es ein völlig anderes Wappen: „In Silber ein Amboss auf wachsendem Holzstumpf in natürlichen Farben und perspektivischer Darstellung, waagerecht aufgesetzt ein schwarzer Fäustel und ein schwarzer Hammer mit auwärtsgekehrten Stielen in natürlichen Farben.“ Das Wappen stand mit der Waldenserbewegung in Verbindung. |

### Gemeindepartnerschaften
Es bestehen Partnerschaften zwischen Herrnhut und den Gemeinden Bad Boll in Baden-Württemberg, Suchdol nad Odrou in Tschechien und Karlstetten in Niederösterreich.

## Wirtschaft und Verkehr

### Unternehmen (Auswahl)
- Herrnhuter Sterne, manufakturartige Präsentation zur Herstellung des weltweit bekannten Herrnhuter Sterns
- Abraham Dürninger & Co. GmbH, Textilunternehmen, Tischlerei und Lebensmittelmarkt
- Gustav Winter, Druckerei und Verlagsgesellschaft
- Herrnhuter Diakonie, Stiftung der Evangelischen Brüder-Unität, Herrnhuter Brüdergemeine
- Comenius-Buchhandlung, Buch- und Musikalienhandlung, Papeteriewaren, Kulturveranstaltungen, Verlag
- Collective Brain, Werbeagentur für Websites, Grafik, Film, Foto und Performance Marketing

### Bildung
- Evangelische Zinzendorfschulen Herrnhut, Gymnasium und Oberschule mit den Klassenstufen 5 bis 12
- Akademie Herrnhut für politische und kulturelle Bildung[18]
- Johann-Amos-Comenius-Schule, Schule mit Förderschwerpunkt für geistige Entwicklung[19]

### Verkehr
Die Bundesstraße 178 führte lange Zeit unmittelbar durch den Stadtkern. Aufgrund der hohen Verkehrsbelastung, auch durch den Beitritt der Tschechischen Republik zur Europäischen Union, befindet sich ein Straßenbauprojekt für eine neue Trassierung der B 178 in Planung, weite Teile davon sind bereits fertiggestellt, wodurch Herrnhut zwischen Löbau und Zittau verkehrsentlastend angebunden ist. Die durch den Ortskern führende Durchfahrungsstraße (Löbauer Str. / Zinzendorfplatz / Zittauer Str.), nun die K 8610, weist immer noch ein hohes Verkehrsaufkommen auf.
Der Personenverkehr auf der Bahnstrecke Zittau–Herrnhut–Löbau wurde 1998 eingestellt, die Einstellung des Güterverkehrs folgte 2002.
Bis 1945 war der Bahnhof Herrnhut Ausgangspunkt einer Schmalspurbahn nach Bernstadt, welche danach als Reparationsleistung für die Sowjetunion abgebaut wurde.

## Kultur und Sehenswürdigkeiten

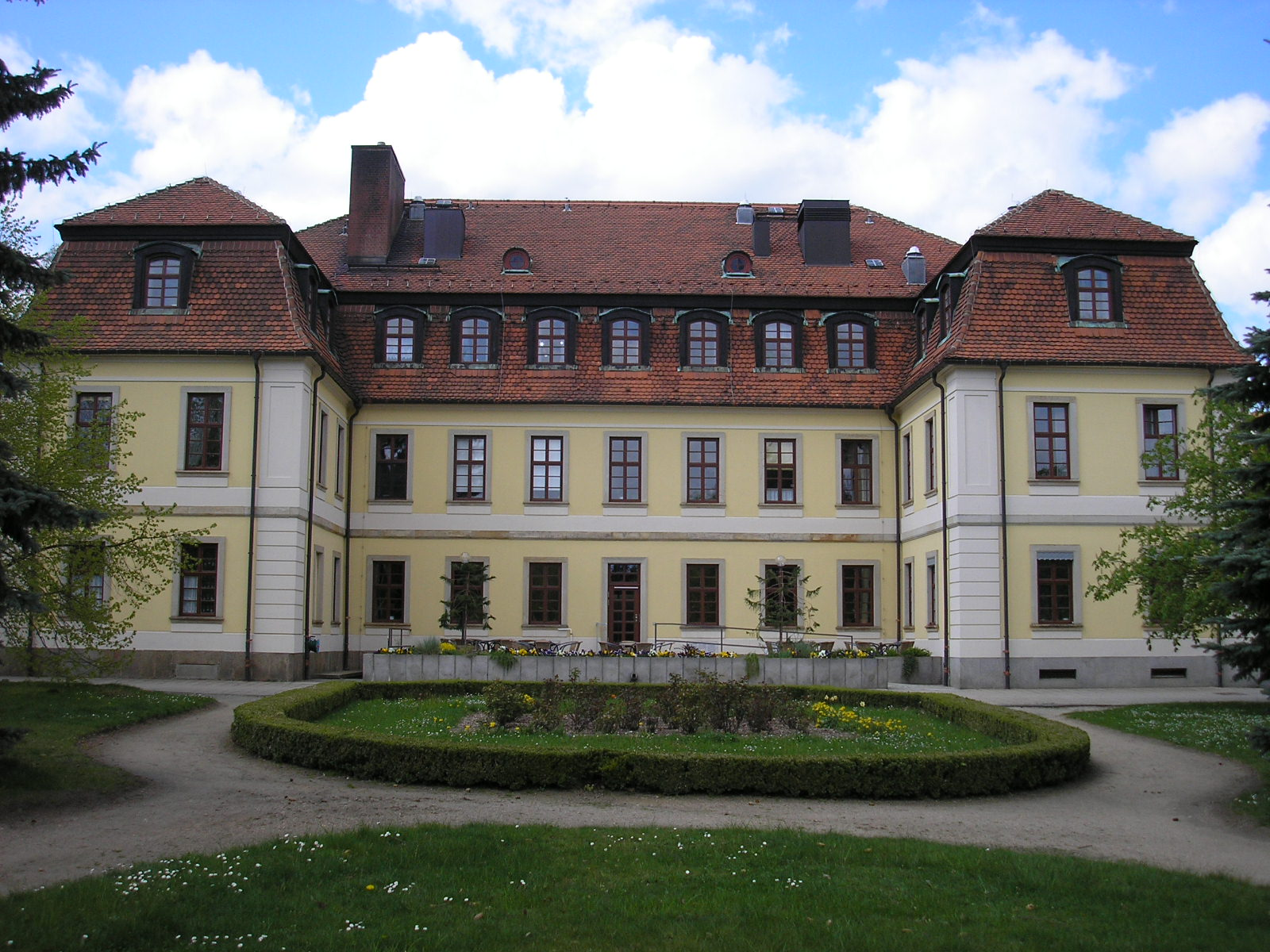
Herrschaftshaus

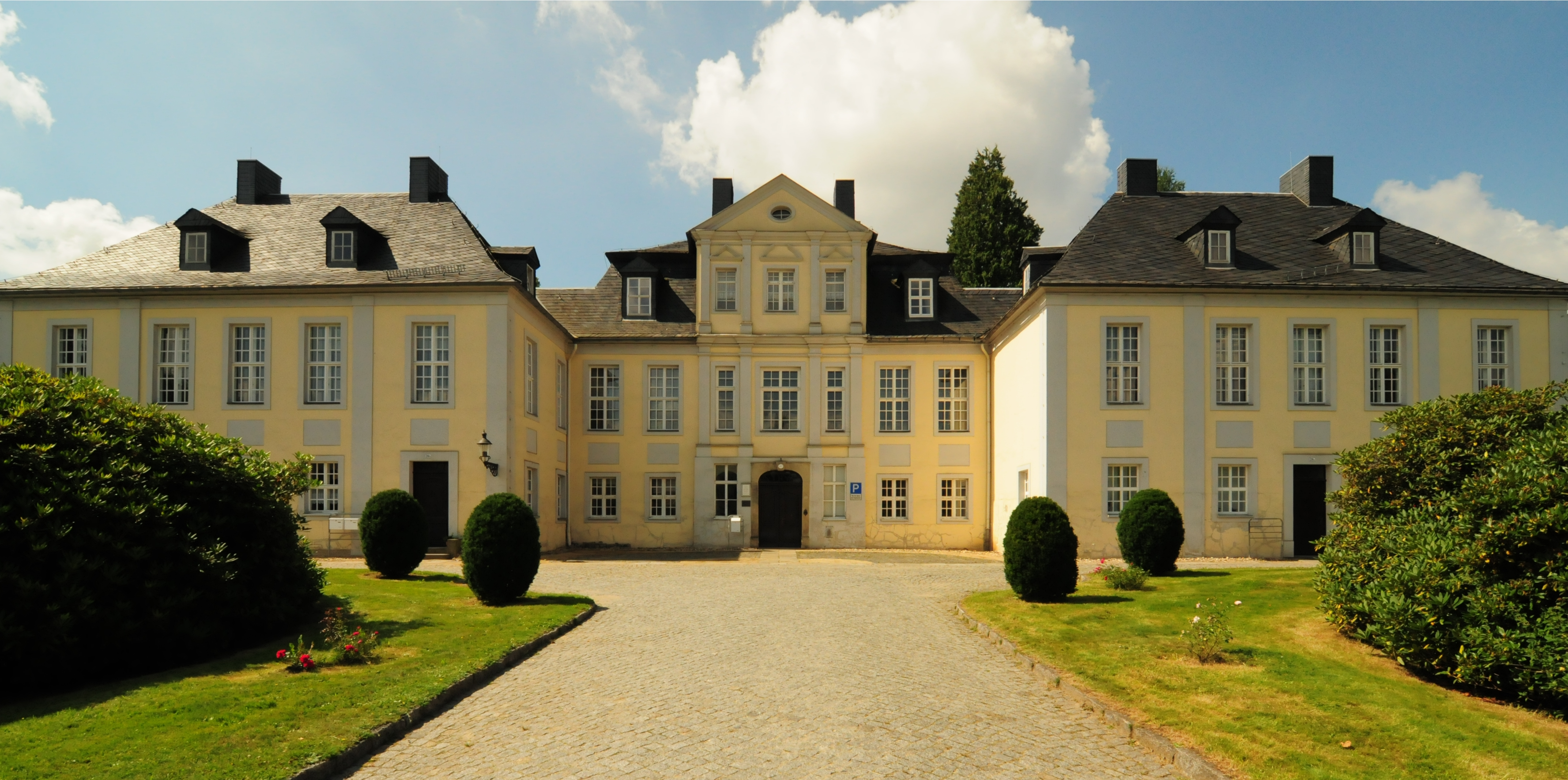
Vogtshof Herrnhut – Sitz der Evangelischen Brüder-Unität

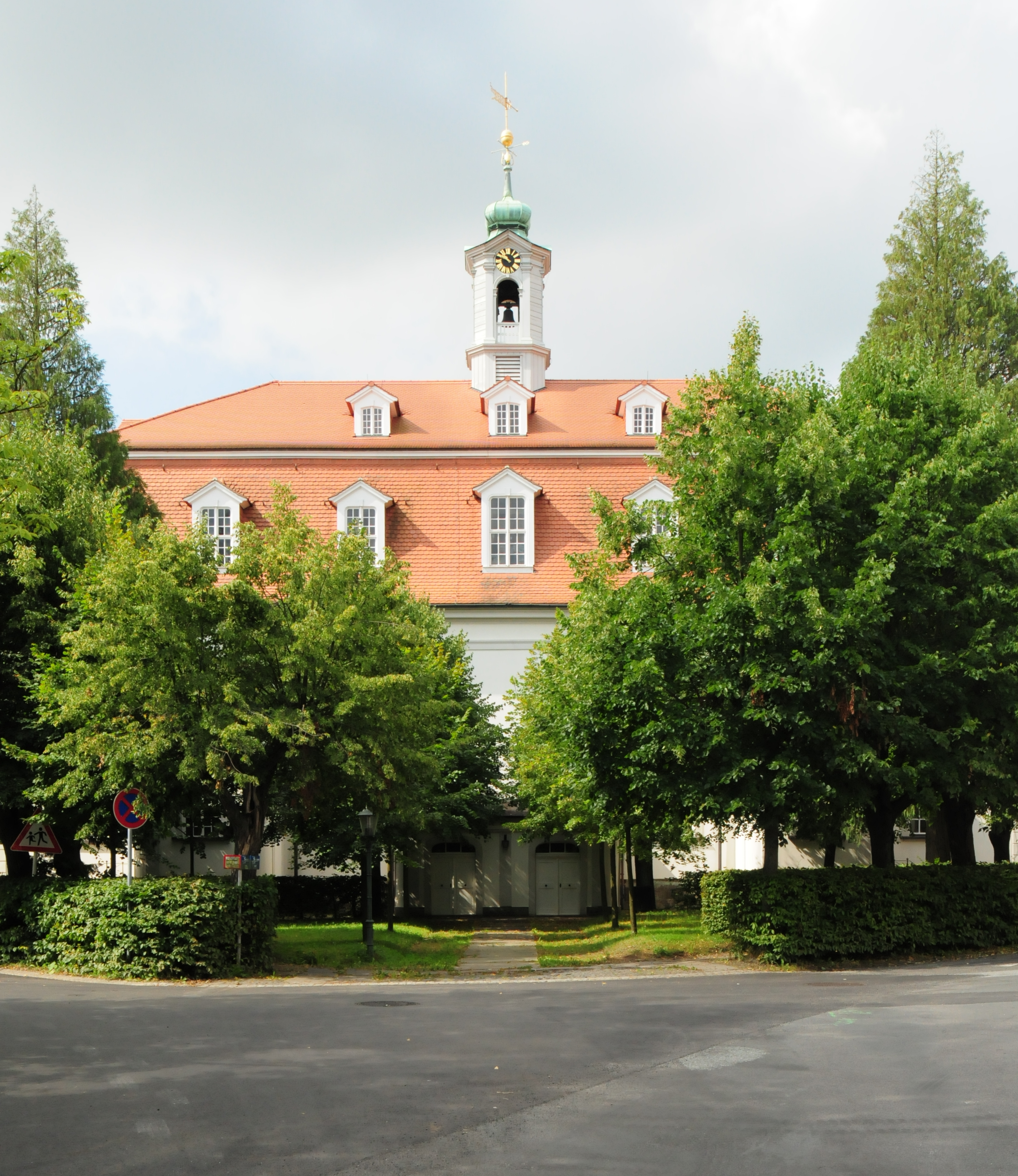
Gemeinsaal Herrnhut, Blick aus der Comeniusstraße

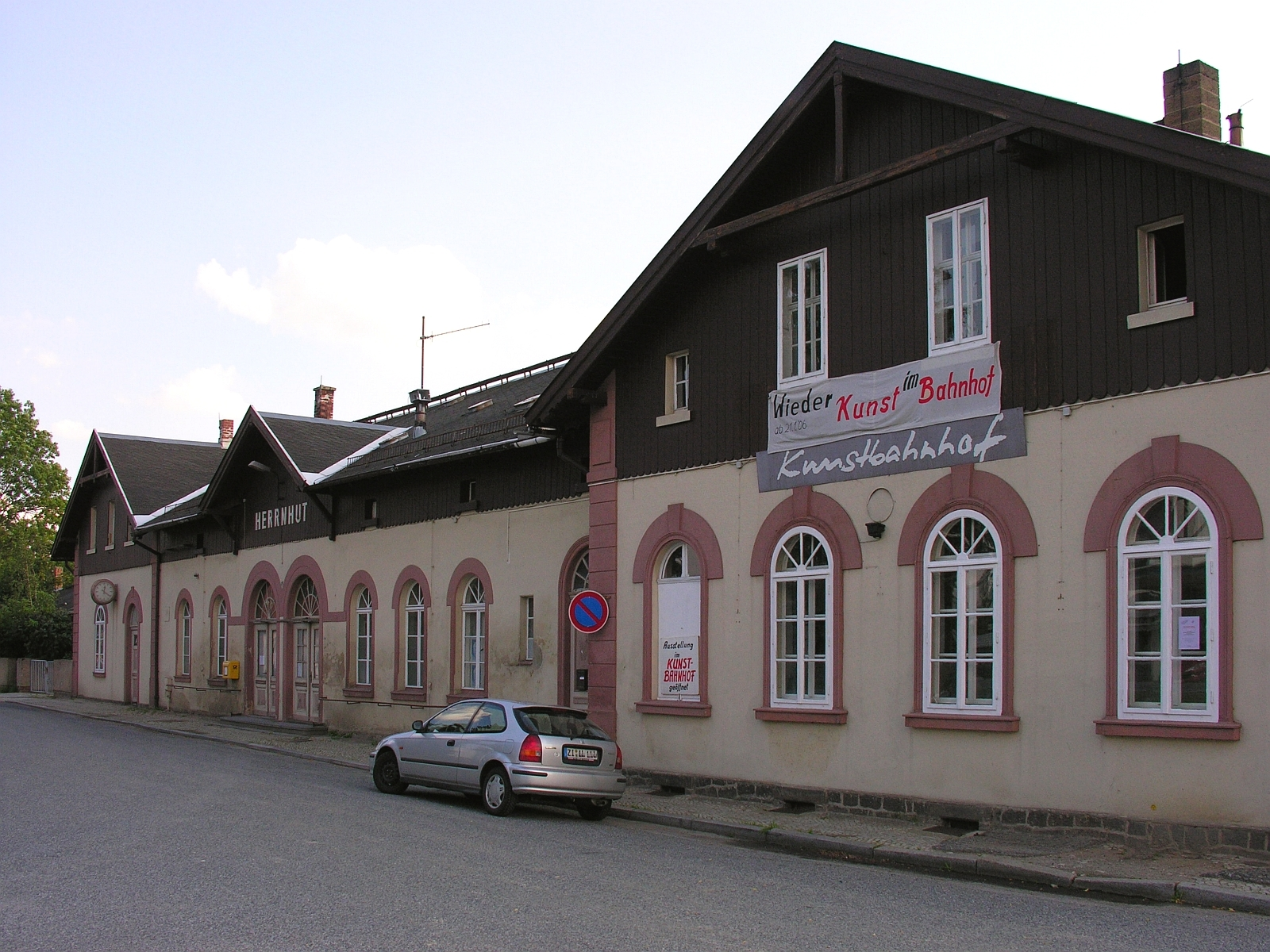
Herrnhut: der Bahnhof diente zeitweilig als Kunstbahnhof

- Herrschaftshaus, errichtet 1725–1727 durch Nikolaus Ludwig von Zinzendorf, 1748 und 1781 umgebaut
- Vogtshof von 1730, 1746 schlossartig erweitert, Sitz der Evangelischen Brüder-Unität, Europäisch-Festländische Provinz, mit dem Sitzungssaal im 1. Obergeschoss, in dem jährlich die Losungen der Herrnhuter Brüdergemeine gezogen werden
- Kirchensaal der Herrnhuter Brüdergemeine von 1756, Barock (1945 zerstört, 1951–1953 wieder aufgebaut)
- Unitätsarchiv mit Bibliothek und Lesesaal, darin zeitweise Vorträge und Symposien
- Gildenhaus mit Verkaufsausstellungen der Herrnhuter Künstlergilde
- Gottesacker der Brüdergemeine am Hutberg mit den Gräbern der Familie Zinzendorf
- Skulpturenpfad zwischen Herrnhut und Großhennersdorf

### Naturschutz
- Siehe auch: Liste der Naturdenkmale in Herrnhut

### Museen
- Völkerkundemuseum Herrnhut
- Heimatmuseum Herrnhut

### Bauwerke
- der Vogtshof, Zittauer Str. 20
- das Witwenhaus, Zinzendorfplatz Nr. 6–7
- barocke Bürgerhäuser, beispielsweise das „Holländerhaus“, August-Bebel-Str. 5
- der Zinzendorfplatz mit seiner Bebauung
- das Unitätsarchiv, Zittauer Straße 24
- Gebäude des Heimatmuseums, Comeniusstr. 6
- Gartenanlagen der Bürgerhäuser
- Dürninger-Garten, Ecke August-Bebel-Straße / Goethestraße
- Waldbad Herrnhut im Eulbusch
- Wasserschloss im Ortsteil Ruppersdorf
- der Altan, ursprünglich ein 1725 errichteter Holzpavillon oberhalb des Gottesackers auf dem Hutberg (Wahrzeichen der Stadt), 1790 ein Turmbau, 1908 kompletter Neubau, 2001 und 2013 Instandsetzung[20][21]

## Persönlichkeiten

### Mit Herrnhut verbunden

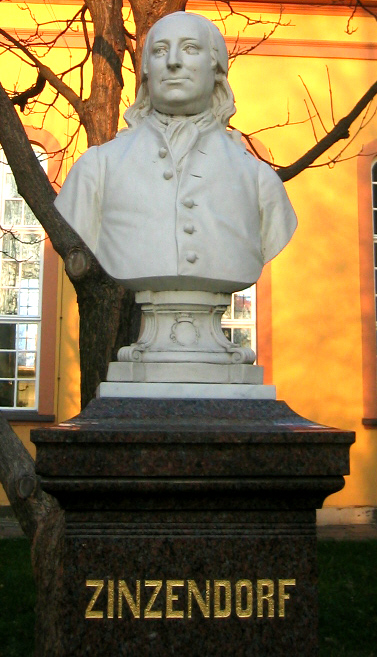
Zinzendorf-Denkmal in Herrnhut

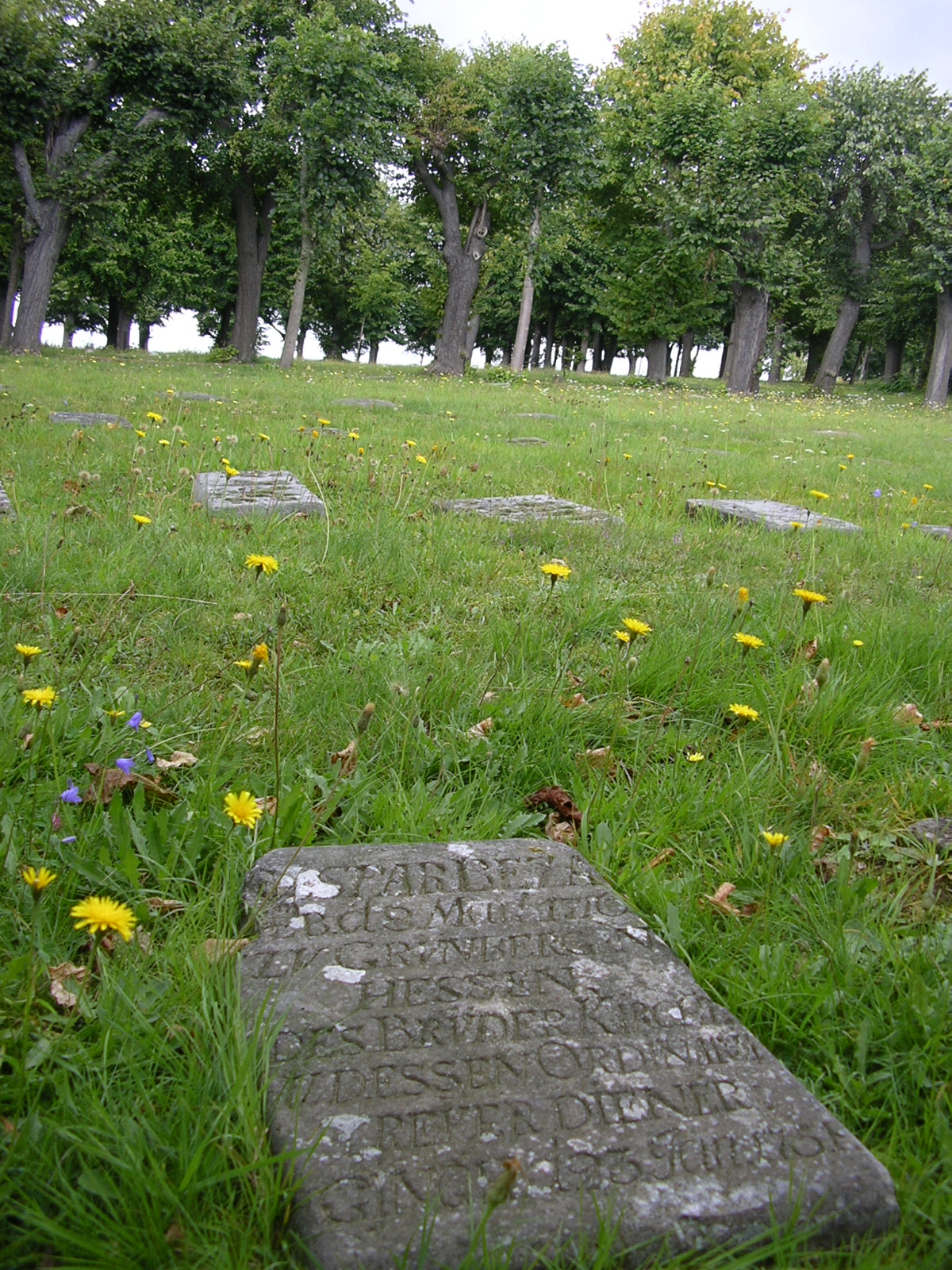
Der Herrnhuter Gottesacker, seit dem 17. Jahrhundert gewachsener Friedhof der Brüdergemeine

- Christian David (1692–1751), Gründer von Herrnhut und Missionar der Herrnhuter Brüdergemeine
- Niklaus von Wattenwyl (1695–1783), Schweizer Bankier und Pietist
- Friedrich von Wattenwyl (1700–1777), Bischof der Herrnhuter Brüdergemeine
- Erdmuthe Dorothea von Zinzendorf (1700–1756), Pietistin und Kirchenliederdichterin
- Nikolaus Ludwig von Zinzendorf (1700–1760), lutherisch-pietistischer autodidaktischer Theologe, Dichter, Gründer und Bischof der Herrnhuter Brüdergemeine
- Heinrich Giller (1701–1764), Schweizer Kaufmann und Mitglied der Herrnhuter Brüdergemeine
- John Wesley  (1703–1791), englischer Erweckungsprediger und Mitbegründer der methodistischen Bewegung
- August Gottlieb Spangenberg (1704–1792), zweiter Stifter der Evangelischen Brüderunität
- Abraham Dürninger (1706–1773), Kaufmann, Diakon und Herrnhuter Bruder
- Ludolf Ernst Schlicht (1714–1769), evangelischer Geistlicher und Kirchenlieddichter, Archivar und Lehrer in Herrnhut
- Johann Friedrich Köber (1717–1786), Syndikus der Herrnhuter Brüdergemeine
- Henriette Maria Luise von Hayn (1724–1782), Pietistin und Kirchenliederdichterin
- Jonathan Briant (1726–1810), Gründer der dänischen Brüdergemeine Christiansfeld
- Gustaf Dalman (1855–1941), Theologe und Palästinaforscher. Seine Grabstätte befindet sich auf dem Friedhof der Herrnhuter Brüdergemeine in Herrnhut
- Otto Uttendörfer (1870–1954), Theologe und Ornithologe, erlangte Verdienste durch die systematischen Untersuchungen der Ernährung europäischer Greifvögel und Eulen
- Beate Morgenstern (* 1946), Schriftstellerin
- David Gill (* 1966), Diplomat
- Conrad Clemens (* 1983), Politiker (CDU)

### Söhne und Töchter des Ortes
- Renatus von Zinzendorf (1727–1752), Kirchenliederdichter
- Christian Friedrich Quandt (1766–1806), Arzt und Schriftsteller
- Ernst Christian August von Gersdorff (1781–1852), Staatsminister Sachsen-Weimar-Eisenachs, Diplomat und Teilnehmer des Wiener Kongresses
- Heinrich August von Gersdorff (1793–1870), Jurist und Homöopath
- Heinrich August Jäschke (1817–1883), Missionar, Sprachforscher und Orientalist
- Adolf Heinrich Lier (1826–1882), Landschaftsmaler
- Hugo Theodor Christoph (1831–1894), Entomologe und Lehrer
- Heinrich Benno Möschler (1831–1888), Gutsbesitzer, Insektenhändler, Entomologe und sächsischer liberaler Landtagsabgeordneter
- Martin Eugen Beck (1833–1903), Paramentiker
- Oskar von Dolega-Kozierowski (1850–1928), preußischer Landrat und Regierungspräsident
- Theo Schmuz-Baudiß (1859–1942), Maler, Keramiker und Porzellangestalter; künstlerischer Direktor der Königlichen Porzellan-Manufaktur Berlin
- William Gustav Baer (1867–1934), Entomologe und Ornithologe
- Rudolf Martin (1867–1939), deutscher Beamter und Schriftsteller
- Herbert Fischer (1914–2006), Botschafter der DDR in Indien
- Martin Clemens (* 1939), sächsischer Politiker (CDU) und ehemaliger Abgeordneter des Sächsischen Landtags
- Lutz Wicke (1943–2017), Umweltökonom, Hochschullehrer und Staatssekretär
- Volkmar Wirth (* 1943), Botaniker, ehemaliger Direktor des staatlichen Museums für Naturkunde in Karlsruhe
- Lothar Schöne (* 1949), Journalist und Schriftsteller
- Rosemarie Pohlack (* 1953), Architektin, Denkmalpflegerin und Landeskonservatorin

## Sonstiges
Herrnhut ist auch wegen der geometrischen, beleuchteten Herrnhuter Sterne bekannt, die seit über 200 Jahren hergestellt werden und mittlerweile eine beliebte Advents- und Weihnachtsdekoration sind. Am Anfang des 19. Jahrhunderts wurden die ersten Sterne aus weißem und rotem Papier in den Internatsstuben der Herrnhuter Brüdergemeine gefertigt und aufgehängt. Von der Herrnhuter Sterne GmbH werden sie auch im 21. Jahrhundert in Handarbeit hergestellt.
Weite Verbreitung erlangte das Herrnhuter Kleisterpapier, ein Buntpapier, das in der Brüdergemeine hergestellt wurde. Es handelte sich anfangs um ein Nebenprodukt bei der Textilherstellung, wobei die für die Tuche verwendeten Farben (vor allem Indigoblau – Färberwaid wurde in der Lausitz angebaut –, rot und oliv) für einfarbige Kleisterpapiere Verwendung fanden. Das Papier war durch seine Einfarbigkeit und die darauf aufgebrachten geometrischen Muster, die mit unterschiedlichen Gerätschaften (Kämmen, Stäben) erzeugt wurden, einzigartig.
Aus Herrnhut stammt eine heute in Deutschland weit verbreitete Apfelsorte, der Schöne von Herrnhut.

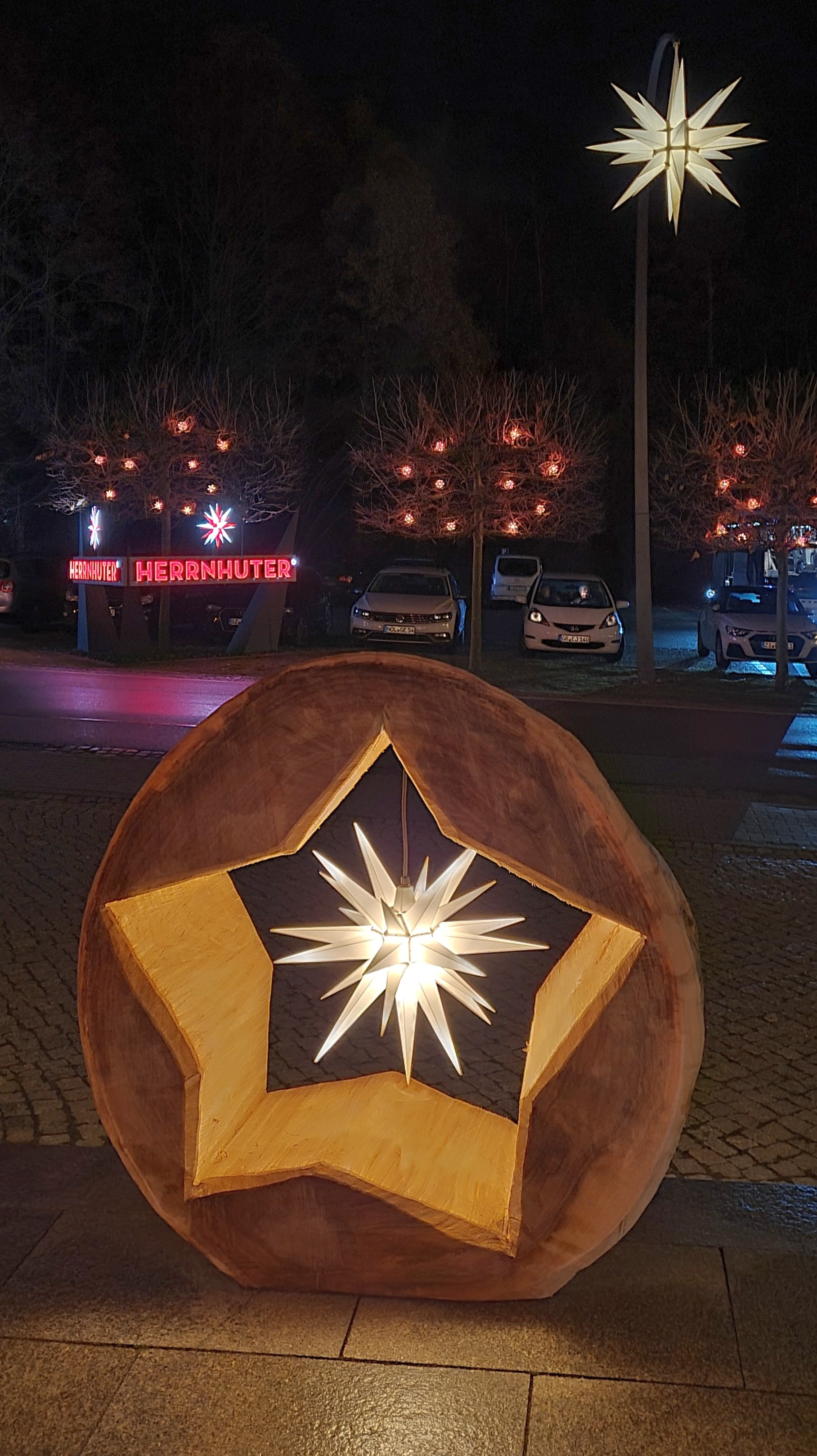
Herrnhuter Stern vor der Manufaktur
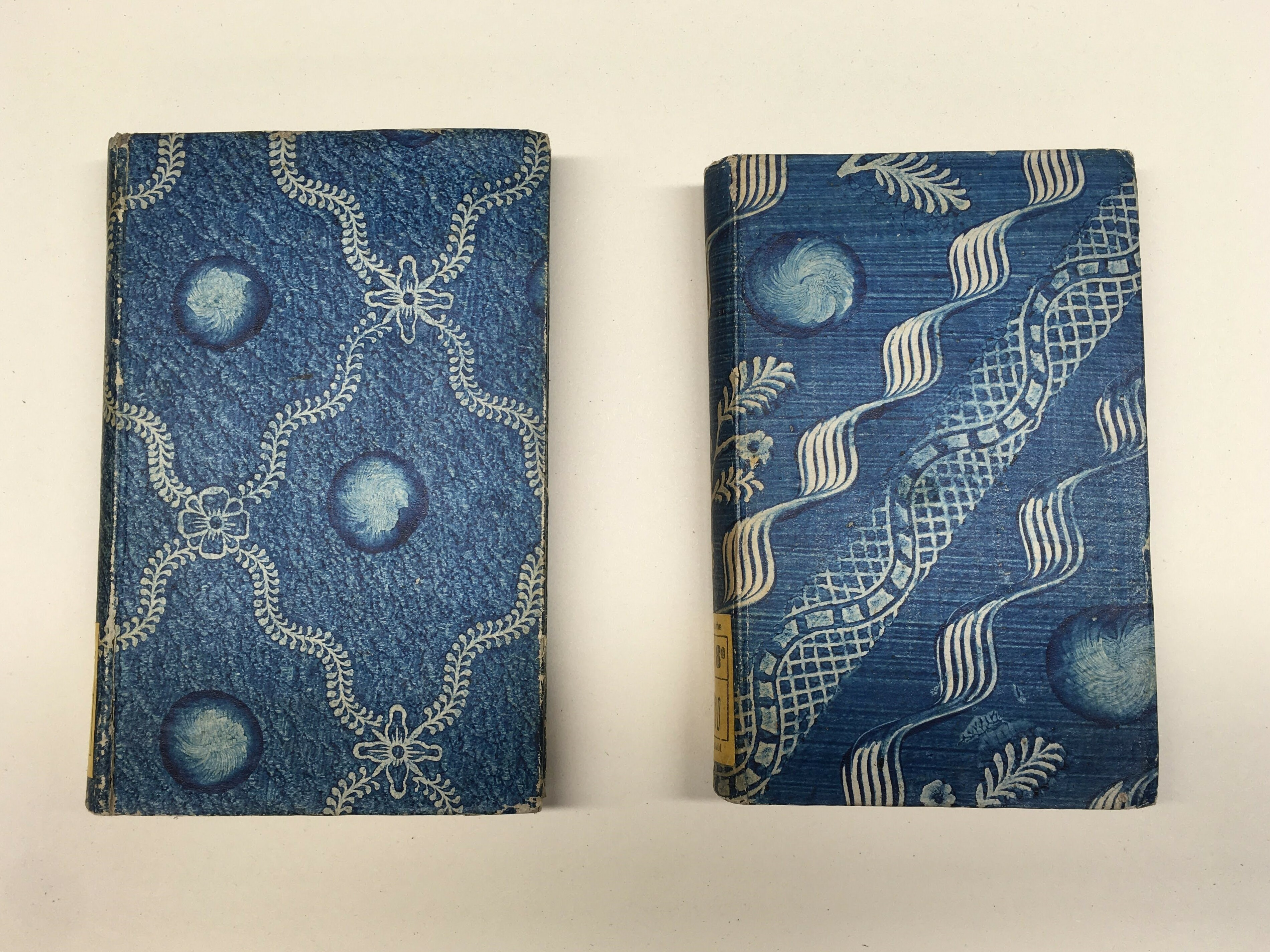
Zwei Pappeinbände mit Herrnhuter Kleisterpapier (Indigoblau)
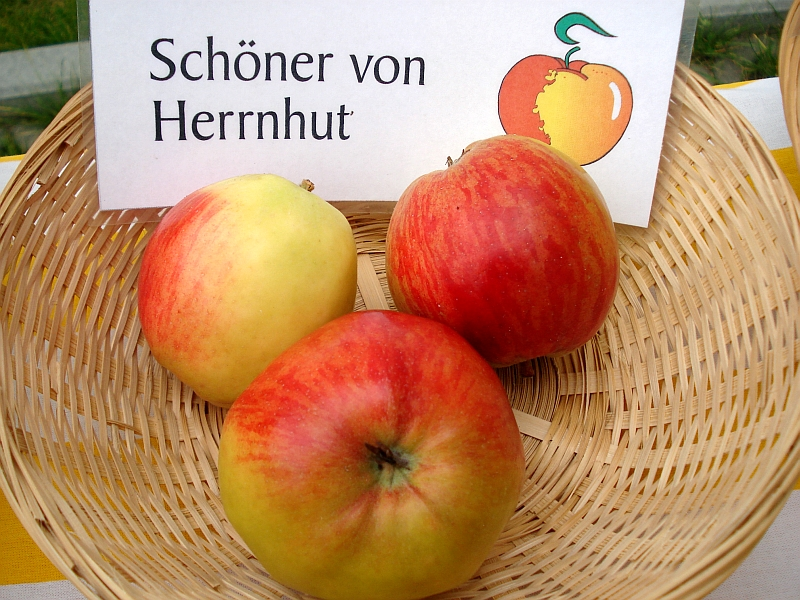
Apfelsorte „Schöner von Herrnhut“